# Stereomerus brachypterus
Stereomerus brachypterus är en skalbaggsart som beskrevs av Martins och Maria Helena M. Galileo 1994. Stereomerus brachypterus ingår i släktet Stereomerus och familjen långhorningar. Inga underarter finns listade i Catalogue of Life.